# Rose Parade

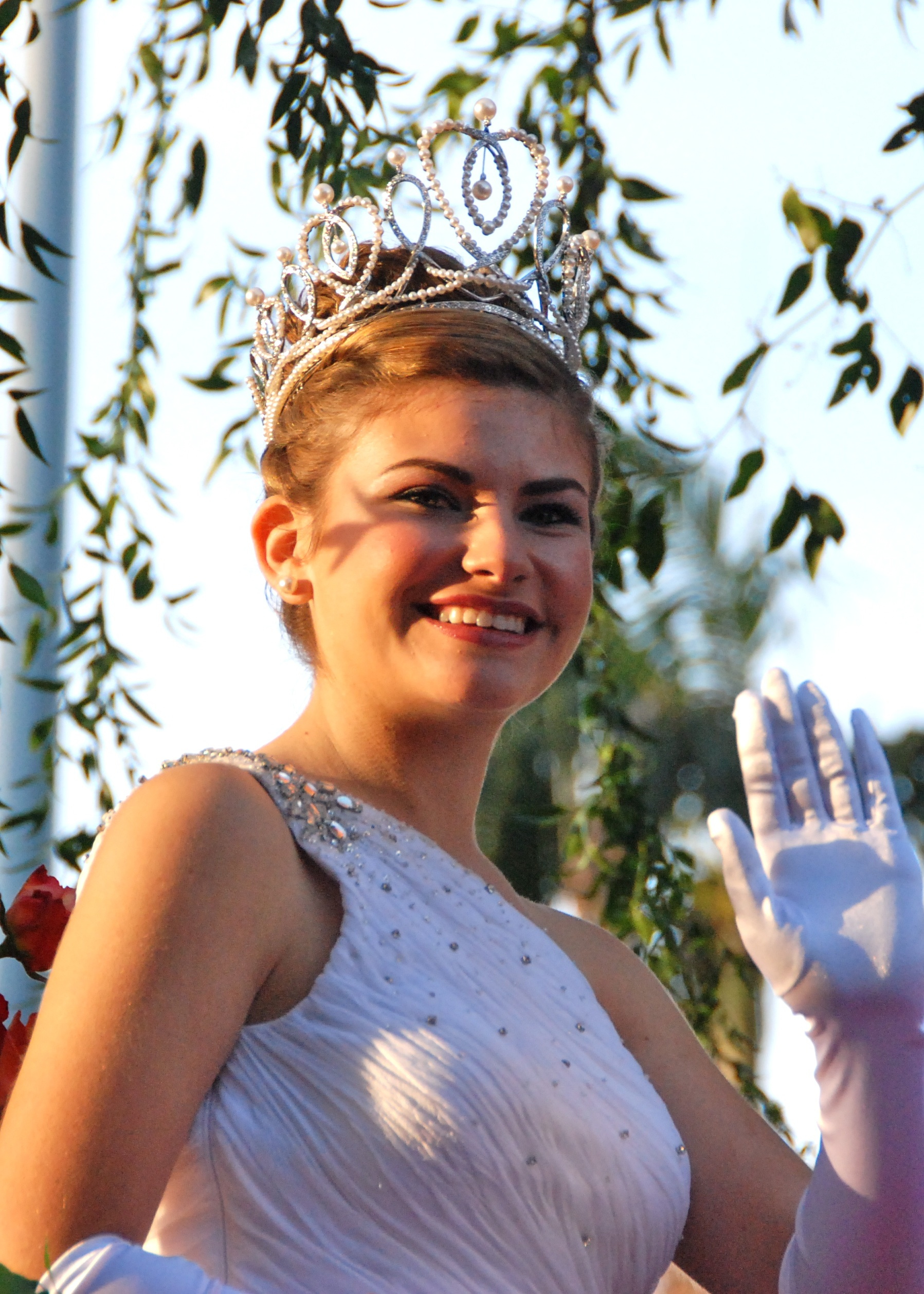
Natalie Innocenzi, Rose Queen de 2010

A Rose Parade, ou Desfile do Torneio das Rosas (Tournament of Roses Parade em inglês) é um evento cultural dos Estados Unidos da América. Foi realizado pela primeira vez no dia 1 de janeiro de 1890 em Pasadena (Califórnia), 13 quilômetros (8 milhas) ao norte do Centro de Los Angeles. É o desfile anual mais popular dos Estados Unidos, que se celebra sempre no ano-novo, exceto quando este cai no domingo. Nesse caso, o torneio é celebrado na segunda-feira seguinte, 2 de janeiro. Esta situação se deu pela primeira vez em 1893.
Tradicionalmente, o desfile é retransmitido por várias cadeias de televisão locais, nacionais e internacionais, com milhares de telespectadores vendo alegorias e as pessoas pela rua. Desde 1923, se joga na continuação do desfile a partida de futebol americano denominada Rose Bowl.
Realizado pela primeira vez em 1º de janeiro de 1890, o Desfile das Rosas é assistido por centenas de milhares de espectadores. O jogo de futebol americano universitário Rose Bowl foi adicionado em 1902 para ajudar a financiar os custos de organização do desfile.  Desde 2011, Honda tem sido um patrocinador apresentador do Desfile das Rosas. Nesse sentido, a empresa possui o primeiro carro alegórico do desfile, que, como todos os carros alegóricos, segue o tema do desfile.
Produzido pela organização sem fins lucrativos Pasadena Tournament of Roses Association, o desfile geralmente começa às 8h da manhã. Horário do Pacífico (UTC-8), e inclui carros alegóricos cobertos de flores, bandas marciais e unidades equestres. O desfile é seguido à tarde pelo Rose Bowl, um dos principais eventos do futebol americano universitário. Não foi interrompido, exceto durante a Segunda Guerra Mundial em 1942, 1943 e 1945 e em 2021 devido à pandemia de COVID-19. A expectativa é que o desfile seja retomado em 2022.

## História
Os membros do Valley Hunt Club de Pasadena encenaram o desfile pela primeira vez em 1890. Desde então, o desfile tem sido realizado em Pasadena todos os Dia de Ano Novo, exceto quando 1º de janeiro cai em um domingo. Nesse caso, é realizado na segunda-feira seguinte, 2 de janeiro. Essa exceção foi instituída em 1893, pois os organizadores não desejavam perturbar cavalos atrelados fora dos serviços religiosos de domingo.